# Yozgat
Yozgat és una ciutat de Turquia, capital de la província de Yozgat i del districte de Yozgat a la Regió d'Anatòlia Central. Al cens del 2011 el districte tenia 96.350 habitants i la ciutat 76.745 habitants. Es troba als dos costats de'un rierol afluent del Delice Irmak. El seu nom deriva de yoz (ramat o pastura) i de gat (vila).

## Història
La regió va passar als otomans el 1398 i va romandre en mans de l'Imperi Otomà durant segles. La ciutat hauria estat fundada suposadament per la família Djebbarzade Çapanoğlu, derebeys testimoniats des de 1704; era una de les dinasties d'ayan (senyors) més importants d'Anatòlia central amb domini original al sandjak de Bozok de l'eyalat de Rum però després estès força més enllà. La família va encoratjar als colons, alguns no musulmans, a establir-se a Yozgat cap a la meitat del segle xviii després que l'antiga capital del sandjak, Büyüknefes (clàssica Tavium), va quedar en ruïnes; la ciutat fou dotada d'elements moderns i va arribar aviat a 15.000 habitants. Al mateix temps es va fundar i desenvolupar Newshehir a uns 150 km al sud. Mustafa Pasha va construir la mesquita i el mausoleu familiar (1778), i aquest darrer fou engrandit pel seu fill i successor Sulayman Beg.
Abans de la I Guerra Mundial era capital del sandjak del seu nom. El 1920 la família dels Çapanoğullari, encara poderosos, es van revoltar en favor del sultà i contra els nacionalistes de Mustafa Kemal però foren derrotats per les forces de Çerkes Ethem, un cap aliat de Mustafa Kemal, que va exigir l'entrega del governador local, considerat responsable, per castigar-lo, cosa que li fou refusada per Mustafa Kemal i unit a altres incidents va suposar el trencament entre els dos homes.
El 1980 va arribar als 36.000 habitants i ha seguit augmentant tot i la forta emigració per manca d'indústria i, per tant, de feina.